# Коронник малий
Коронник малий (Basileuterus culicivorus) — вид горобцеподібних птахів родини піснярових (Parulidae). Мешкає в Мексиці, Центральній і Південній Америці. Виділяють низку підвидів, деякі з них іноді вважаються окремими видами. Формує надвид зі смугастоголовим коронником.

## Опис
Довжина птаха становить 12,5-12,7 см, вага 10 г. Забарвлення верхньої частини тіла варіюється від світло-коричневого до сіро-зеленого, забарвлення нижньої частини тіла світло-сіре, світло-коричневе або світло-жовте. Над очима світлі брови, тім'я чорне зі смугою, колір якої варіюється від жовтого до рудувато-коричневого.

## Систематика і таксономія
Виділяють чотирнадцять підвидів:
- B. c. flavescens Ridgway, 1902 — центрально-західна Мексика;
- B. c. brasierii (Giraud Jr, 1841) — північно-східна, східна Мексика;
- B. c. culicivorus (Deppe, 1830) — південна Мексика, Гватемала, Гондурас, Беліз, Нікарагуа, північ Коста-Рики;
- B. c. godmani Berlepsch, 1888 — центральна і південна Коста-Рика, західна Панама;
- B. c. occultus Zimmer, JT, 1949 — західна Колумбія;
- B. c. austerus Zimmer, JT, 1949 — центральна Колумбія;
- B. c. indignus Todd, 1916 — північна Колумбія;
- B. c. cabanisi Berlepsch, 1879 — північно-східна Колумбія, північно-західна Венесуела;
- B. c. olivascens Chapman, 1893	 — північно-східна і північна Венесуела, острів Тринідад;
- B. c. segrex Zimmer, JT & Phelps, 1949 — південна Венесуела, західна Гаяна, північна Бразилія;
- B. c. auricapilla (Swainson, 1838) — центральна і східна Бразилія;
- B. c. azarae Zimmer, JT, 1949 — південно-східна і східна Бразилія, Парагвай, Уругвай, північна Аргентина;
- B. c. viridescens Todd, 1913 — східна Болівія;
- B. c. hypoleucus Bonaparte, 1850 — цпівденно-західна Бразилія, північно-східний Парагвай.

Підвиди діляться на три великі алопатричні групи. До групи "culicivorus" належать перші чотири вище перераховані підвиди, які мешкають в Мексиці і Центральній Америці. До групи "cabanisi" належать підвиди B. c. occultus, B. c. austerus, B. c. indignus і B. c. cabanisi, що мешкають в Колумбії і Венесуелі. До групи "auricapilla" належать останні шість підвидів. Деякими дослідниками ці групи розглядаються як окремі види :Basileuterus culicivorus, Basileuterus cabanisi і Basileuterus auricapilla.
Коронник світлочеревий (Basileuterus hypoleucus) довгий час вважався окремим видом. Однак за результатами молекулярно-філогенетичного дослідження він був визнаний підвидом малого коронника B. c. hypoleucus.

## Екологія і поведінка
Малі коронники живуть у тропічних і субтропічних сухих і вологих рівнинних лісах, на плантаціях і в чагарникових заростях на висоті від 300 до 2150 м над рівнем моря. Харчуються комахами і павуками. Гнізда кулеподібні з бічним входом, розміщується серед палого листя на землі. В кладці 2-4 яйця білого кольору. Інкубаційний період триває 14-17 днів.